# إعلان الألفية للأمم المتحدة
إعلان الألفية (القرار 55/2) (بالإنجليزية: United Nations Millennium Declaration)‏ الذي تم تبنيه في 8 أيلول / سبتمبر 2000، عقب قمة الألفية التي عقدت على مدى ثلاثة أيام لقادة العالم في نيويورك في مقر الأمم المتحدة، تبنت الجمعية العامة للأمم المتحدةحوالي 60 هدفاً فيما يتعلق بالسلام؛ التطوير؛ البيئة؛ حقوق الإنسان؛ الضعفاء والجياع والفقراء؛ أفريقيا؛ والأمم المتحدة.  وقد أقرت الجمعية العامة نتيجة متابعة للقرار في 14 كانون الأول / ديسمبر 2000 لتوجيه تنفيذه. تم استعراض التقدم المحرز في تنفيذ الإعلان في مؤتمر القمة العالمي لعام 2005. يتضمن الإعلان 8 فصول و 32 فقرة.

## الفصول
يتكون إعلان الألفية من ثمانية فصول وأهداف رئيسية، اعتمدها 189 من قادة العالم خلال القمة: يؤكد الإعلان، بعد إعلان وبرنامج عمل فيينا، على مراعاة القانون الدولي لحقوق الإنسان والقانون الإنساني الدولي بموجب مبادئ ميثاق الأمم المتحدة. فضلا عن معاهدات التنمية المستدامة. كما حث الإعلان على احترام الهدنة الأولمبية بشكل فردي وجماعي.
1. قيم ومبادئ

- الحرية
- المساواة
- التضامن
- التسامح
- احترام الطبيعة - «يظهر في إدارة جميع الأنواع الحية والموارد الطبيعية، وفقًا لمبادئ التنمية المستدامة».
- المسؤولية المشتركة

1. السلام والأمن ونزع السلاح
2. التنمية والقضاء على الفقر
3. حماية بيئتنا المشتركة
4. حقوق الإنسان والديمقراطية والحكم الرشيد
5. حماية المستضعفين
6. تلبية الاحتياجات الخاصة لأفريقيا
7. تعزيز الأمم المتحدة